# El petó de la relíquia
El petó de la relíquia és un quadre del pintor valencià Joaquim Sorolla realitzat com a oli sobre llenç en 1893. Les seues dimensions són de 103,5 × 122,5 cm. S'exposa en el Museu de Belles Arts de Bilbao.
Representa el moment en què un grup de persones acudixen a una capella lateral del Col·legi de Sant Pau, hui l'Institut Lluís Vives de València, per a besar-hi una relíquia. Amb aquest quadre, Sorolla va obtenir en 1893 la Medalla de Tercera Classe en el Saló de París, i en 1894, la Medalla de Segona Classe en l'Exposició Internacional de Viena i la Primera Medalla en l'Exposició d'Art Espanyol de Bilbao.